# Kari Wuhrer

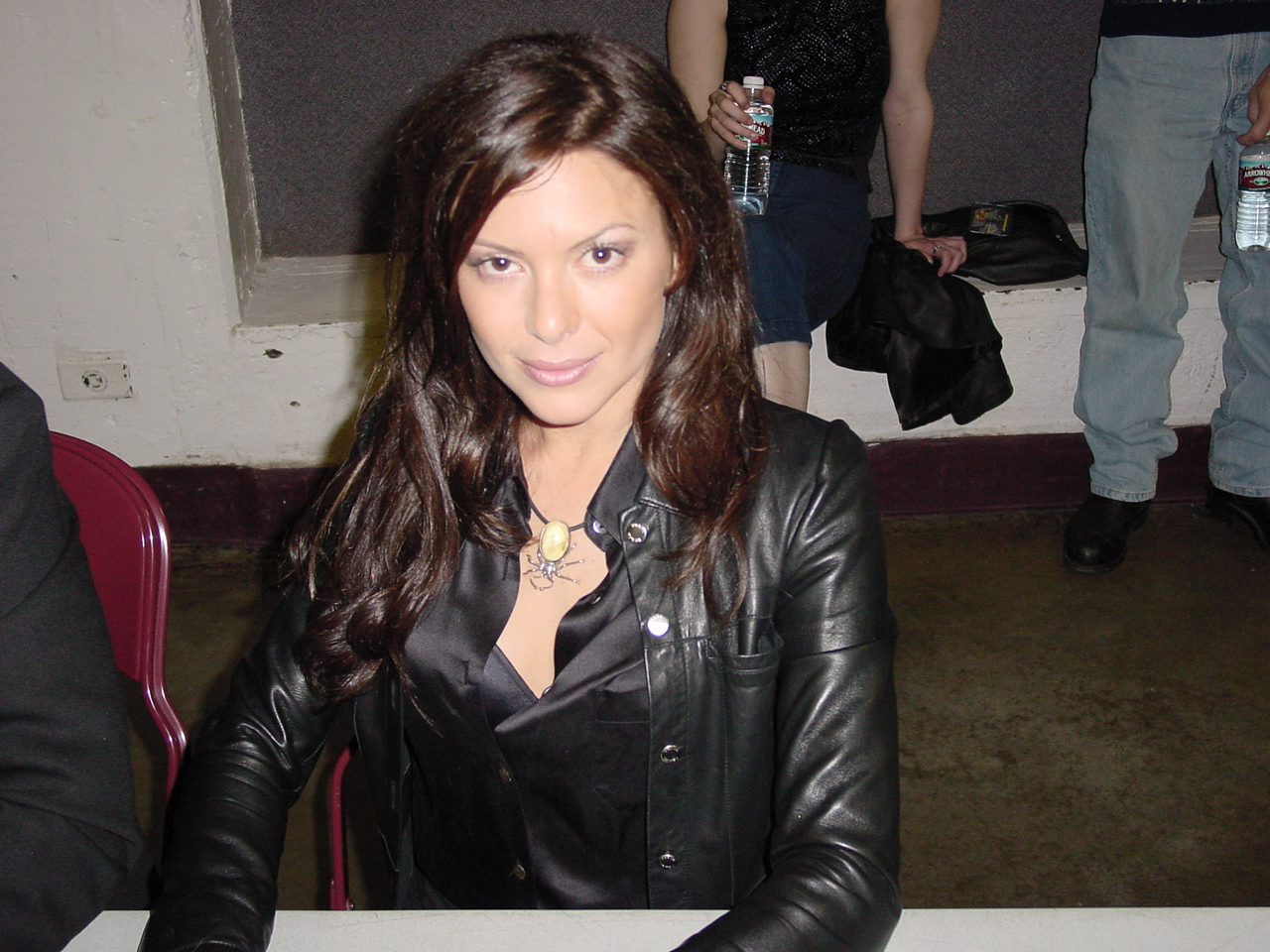
Kari Wuhrer (2002)

Kari Samantha Wuhrer (* 28. April 1967 in Brookfield, Connecticut) ist eine US-amerikanische Schauspielerin, Filmproduzentin und Sängerin. Sie stammt von deutschen Einwanderern und Cherokee-Indianern ab.

## Leben und Karriere
Schon früh arbeitete Kari Wuhrer als Model. Sie studierte zudem an der New York University und an der Columbia University und erlernte an der Londoner Royal Academy of Dramatic Art das Schauspiel. Anfang der 1990er-Jahre fasste sie Fuß in US-Fernsehproduktionen, später auch in Kinoproduktionen. Eine gewisse Bekanntheit erlangte sie durch Rollen in B-Movies wie Anaconda (1997) und Arac Attack – Angriff der achtbeinigen Monster (2002). Ihr Schaffen umfasst rund 70 Film- und Fernsehproduktionen. Im Jahr 2000 wirkte sie an dem Computerspiel Command & Conquer: Alarmstufe Rot 2 mit.
Kari Wuhrer war von 1995 bis 1999 mit Daniel Salin verheiratet. In ihrer zweiten Ehe ist sie seit 2003 mit James Scura verheiratet, mit dem sie drei Kinder hat.

## Filmografie (Auswahl)
- 1986: Fire with Fire – Verbotene Leidenschaft (Fire with Fire)
- 1990: Ford Fairlane – Rock ’n’ Roll Detective (The Adventures of Ford Fairlane)
- 1991: Beastmaster II – Der Zeitspringer (Beastmaster 2: Through the Portal of Time)
- 1991: Eine schrecklich nette Familie (Married with Children, Fernsehserie, zwei Episoden)
- 1993: Class of ’96 (Fernsehserie, 17 Episoden)
- 1994: Heißer Asphalt (Boulevard)
- 1994: Burning Sensation
- 1994: Beverly Hills, 90210 (Fernsehserie, zwei Episoden)
- 1995: Higher Learning – Die Rebellen (Higher Learning)
- 1995: Beyond Desire
- 1995: Dark Shades of Black – Lasst die Spiele beginnen (Sex & the Other Man)
- 1995: Crossing Guard – Es geschah auf offener Straße (The Crossing Guard)
- 1996: Kevin Johnson – Ein Mann verschwindet (The Disappearance of Kevin Johnson)
- 1996: Terminal Justice
- 1996: Dangerous Hell – Auf der Spur des Mörders (An Occasional Hell)
- 1996: Thinner – Der Fluch (Thinner)
- 1996: Cybertech P.D.
- 1997: Anaconda
- 1997: Leichenschmaus am Hochzeitstag (The Undertaker’s Wedding)
- 1997: Red Blooded American Girl II
- 1997: Touch me – Kampf gegen die Zeit (Touch me)
- 1997–2000: Sliders – Das Tor in eine fremde Dimension (Sliders, Fernsehserie, 49 Episoden)
- 1997: Zwei Männer, eine Frau und eine Hochzeit (Kissing a Fool)
- 1998: Ivory Tower
- 1998: Phoenix – Blutige Stadt (Phoenix)
- 1999: Vivid
- 1999: Mörderische Küsse (Kate’s Addiction)
- 2000: Lip Service
- 2000: G-Men from Hell
- 2000: Kiss Tomorrow Goodbye
- 2000: Fatal Conflict
- 2000: Sand
- 2001: The Neighbor’s Wife
- 2001: Midnight Vendetta – Rache um Mitternacht (Thy Neighbor’s Wife)
- 2002: Der Duft des Wahnnsins (Deranged)
- 2002: Do It for Uncle Manny
- 2002: Arac Attack – Angriff der achtbeinigen Monster (Eight Legged Freaks)
- 2002: Spider’s Web
- 2002: Teuflische Begegnung (Malevolent)
- 2003: Final Examination
- 2003: Hitcher Returns (The Hitcher II: I’ve Been Waiting)
- 2003: Death of a Dynasty
- 2003: King of the Ants – Die Rache des Sean Crawley (King of the Ants)
- 2004: Thor – Der Berserker Gottes (Berserker)
- 2005: Mystery Woman: Snapshot
- 2005: Hellraiser: Deader
- 2005: God’s Army IV – Die Offenbarung (The Prophecy: Uprising)
- 2005: God’s Army V – Die Apokalypse (The Prophecy: Forsaken)
- 2007: The Air I Breathe – Die Macht des Schicksals (The Air I Breathe)
- 2008: Stargate Atlantis (Fernsehserie, eine Episode)
- 2009: A Fork in the Road
- 2009: Justice League: Crisis on Two Earths (Stimme)
- 2010: Leverage (Serie, Folge 3x02: The Reunion Job)
- 2010–2012: Die Avengers – Die mächtigsten Helden der Welt (The Avengers: Earth’s Mightiest Heroes, Fernsehserie, 16 Episoden, Stimme)
- 2012: Alien Tornado (Fernsehfilm)
- 2014: Sharknado 2 (Sharknado 2: The Second One, Fernsehfilm)
- 2014: Secrets of a Psychopath
- 2014: The Marvel Experience (Stimme)
- 2015: Batman Unlimited: Monster Mayhem (Stimme)
- 2015: Vixen (Fernsehserie, drei Episoden, Stimme)
- 2018: Batman: Gotham by Gaslight (Stimme)
- 2018: Fiancé Killer (Fernsehfilm)